# Jean Payer
Jean Payer, mort 1466 à Avignon, est un prélat français du XVe siècle. 

## Biographie
Jean Payer est docteur et professeur de l'université d'Avignon   et prévôt  du chapitre de la cathédrale de Carpentras, lorsqu'il est nommé à l'évêché d'Orange par Nicolas V en 1454.
En 1463, il ordonne que l'on célèbre  la fête des trépassés, après la semaine de Pâques.